# Chapulhuacán (kommun)
Chapulhuacán är en kommun i Mexiko.   Den ligger i delstaten Hidalgo, i den sydöstra delen av landet, 190 km norr om huvudstaden Mexico City. Antalet invånare är 20 577.
Följande samhällen finns i Chapulhuacán:
- Chapulhuacán
- San Rafael
- La Loma
- Santa María de Álamos
- Tetlalpan
- El Barrio
- Soledad del Coyol
- La Mesa
- Saucillo
- Palo Verde
- El Porvenir
- Plan de Guadalupe
- Las Minas
- El Capulín
- La Escondida
- El Zacatal
- Ojo de Agua
- La Piedra
- Tocapa
- El Ocote
- El Pescado
- La Ceibita